# Dominique Lavanant
Pour les articles homonymes, voir Lavanant.
Dominique Lavanant est une actrice française, née le 24 mai 1944 à Morlaix (Finistère).

## Biographie

### Jeunesse et formation
Dominique Lavanant naît le 24 mai 1944 à Morlaix, en Finistère. Son père, électricien, se noie en mer alors qu'elle n'a que deux ans. En compagnie de son frère, elle est alors élevée dans le plus grand dénuement par sa mère devenue veuve à 23 ans. Sa mère se remarie onze années plus tard avec un cardiologue de Morlaix avec lequel elle a une fille.
Dès ses 14 ans jusqu'à ses 21 ans, elle passe l'ensemble de ses vacances en Angleterre au couvent des Filles de la Croix, fondé par sa grand-tante, et se familiarise avec la langue anglaise.
Au milieu des années 1960, elle quitte la Bretagne pour Paris où elle s'inscrit en faculté de Langues à la Sorbonne mais retourne dans sa région natale à la suite des événements de mai 68. Durant cette période, elle découvre le théâtre et entreprend de suivre les cours d'art dramatique de Tania Balachova et Andréas Voutsinás, cours que suit aussi Josiane Balasko.

### Carrière
En 1976, Dominique Lavanant rejoint la troupe du Splendid pour la pièce de café-théâtre Amours, coquillages et crustacés. Parallèlement, elle obtient ses premiers seconds rôles au cinéma dans Calmos, Diabolo menthe et surtout Les Galettes de Pont-Aven aux côtés de Jean-Pierre Marielle.
En 1978, le succès arrive avec Les Bronzés, adaptation de la pièce du Splendid Amours, coquillages et crustacés. L'année suivante, bien que son rôle soit moins important, le couple qu'elle forme avec Maurice Chevit dans Les Bronzés font du ski reste dans les mémoires.
En 1980, elle partage l'affiche avec Coluche dans Inspecteur la Bavure, puis elle retrouve sa camarade Josiane Balasko dans Les Hommes préfèrent les grosses et La Smala. Dans la comédie d'aventures Le Léopard, elle tient la vedette aux côtés de Claude Brasseur. Elle continue principalement d'interpréter des seconds rôles, dont trois vont lui valoir une nomination aux Césars (Courage fuyons, Trois hommes et un couffin et Quelques jours avec moi de Claude Sautet). Elle finit par obtenir ce César du meilleur second rôle en 1988 pour Agent trouble. Elle se distingue successivement chez Jean-Pierre Mocky (Y a-t-il un Français dans la salle ?), Jean-Marie Poiré (Papy fait de la résistance), André Téchiné (Rendez-vous) et Jean-Luc Godard (Soigne ta droite).
En 1989, elle décroche le rôle d'Imogène pour la série télévisée de TF1 du même nom, rôle qui la rendra très populaire jusqu'en 1996.
Au théâtre, son ami Michel Blanc la dirige dans une pièce de Françoise Sagan, puis elle joue avec Pierre Palmade Ma sœur est un chic type. En 1998, elle joue dans Une douche écossaise de Philippe Collas et Éric Villedary, une comédie à succès grâce à laquelle elle rencontre Danielle Darrieux. Les deux actrices se retrouveront en 2001 dans La Valse à Manhattan, avec moins de succès, mais elles deviendront très amies.
En septembre 2002, elle revient à la télévision, toujours sur TF1, pour Sœur Thérèse.com, dans un personnage créé pour elle par son complice Michel Blanc. Fort succès d'audience pour la série pendant dix ans et nouveau regain de popularité pour Dominique Lavanant qui s'installe dans les foyers français.
Après la fin de la série, elle se fait plus discrète. On la voit néanmoins dans la comédie à succès Paulette en 2012 ; puis Jean-Pierre Mocky lui offre un beau rôle dans Le Renard jaune l'année suivante.

## Filmographie

### Cinéma

#### Années 1970
- 1973 : Le Grand Bazar de Claude Zidi : la femme à la 4L rouge en panne
- 1974 : Parade de Jacques Tati
- 1975 : La Coupe à dix francs de Philippe Condroyer
- 1975 : Les Galettes de Pont-Aven de Joël Séria : Marie Pape, la prostituée
- 1976 : Calmos de Bertrand Blier : la femme myope
- 1976 : Silence... on tourne ! de Roger Coggio
- 1976 : Marie-poupée de Joël Séria : tante Alice
- 1977 : Solveig et le violon turc (inédit  - interrompu après mixage)[2] de Jean-Jacques Grand-Jouan
- 1977 : … Comme la lune de Joël Séria : Yvette
- 1977 : Vous n'aurez pas l'Alsace et la Lorraine de Coluche : la reine Madeleine
- 1977 : Diabolo menthe de Diane Kurys : le professeur de maths
- 1978 : Dégustation maison de Sophie Tatischeff (court-métrage)
- 1978 : Un papillon sur l'épaule de Jacques Deray : la jeune femme
- 1978 : Vas-y maman de Nicole de Buron : la voisine
- 1978 : Les Bronzés de Patrice Leconte : Christiane
- 1979 : Cause toujours... tu m'intéresses ! d'Édouard Molinaro : Michèle, l'ex-femme de François
- 1979 : I Love You, je t'aime (A Little Romance), de George Roy Hill : Mme Cormier
- 1979 : Courage fuyons d'Yves Robert : Mathilda
- 1979 : Les bronzés font du ski de Patrice Leconte : Christiane
- 1979 : La Gueule de l'autre de Pierre Tchernia : la fille de la chambre verte

#### Années 1980
- 1980 : Le Cheval d'orgueil de Claude Chabrol : Marie-Jeanne, la sage-femme
- 1980 : Le Coup du parapluie de Gérard Oury : Mireille
- 1980 : Inspecteur la Bavure de Claude Zidi : Marie-Anne Prossant
- 1980 : La Boum de Claude Pinoteau : Vanessa
- 1981 : Est-ce bien raisonnable ? de Georges Lautner : Mme Lavanant, la restauratrice
- 1981 : Pourquoi pas nous ? de Michel Berny : Jacqueline Puiset
- 1981 : Les hommes préfèrent les grosses de Jean-Marie Poiré : Arlette
- 1981 : Hôtel des Amériques d'André Téchiné : Jacqueline
- 1982 : Y a-t-il un Français dans la salle ? de Jean-Pierre Mocky : Ginette Alcazar
- 1983 : Debout les crabes, la mer monte ! de Jean-Jacques Grand-Jouan : Mireille
- 1983 : Coup de foudre de Diane Kurys : l'aboyeuse
- 1983 : Attention ! Une femme peut en cacher une autre de Georges Lautner : Solange
- 1983 : Papy fait de la résistance de Jean-Marie Poiré : Bernadette Bourdelle
- 1984 : Le Léopard de Jean-Claude Sussfeld : Pauline Fitzgerald
- 1984 : La Smala de Jean-Loup Hubert : Pierrot/Rita
- 1984 : Paroles et Musique d'Élie Chouraqui : Florence
- 1985 : Le Mariage du siècle de Philippe Galland : Adrienne, l'attachée de presse
- 1985 : Les Nanas d'Annick Lanoë : Evelyne
- 1985 : Sac de nœuds de Josiane Balasko : l'infirmière
- 1985 : Rendez-vous d'André Téchiné : Gertrude
- 1985 : Trois Hommes et un couffin de Coline Serreau : Mme Rapons
- 1985 : Billy Ze Kick de Gérard Mordillat : Mme Achere
- 1986 : Le Débutant de Daniel Janneau : Marguerite Balicourt
- 1986 : Je hais les acteurs de Gérard Krawczyk : miss Davis
- 1986 : Mort un dimanche de pluie de Joël Santoni : Hazel Bronsky
- 1986 : Les Frères Pétard de Hervé Palud : une flic
- 1986 : Kamikaze de Didier Grousset : Laure
- 1987 : Agent trouble de Jean-Pierre Mocky : Catherine « Karen » Dariller
- 1987 : Soigne ta droite de Jean-Luc Godard : la femme de l'amiral
- 1987 : L'Œil au beur(re) noir de Serge Meynard : Simone Perron
- 1988 : Les Années sandwiches de Pierre Boutron : la bourgeoise
- 1988 : Quelques jours avec moi de Claude Sautet : Mme Fonfrin

#### Années 1990
- 1990 : Un jeu d'enfant de Pascal Kané : Léonie
- 1990 : La Fracture du myocarde de Jacques Fansten : la mère de Claire
- 1991 : Les Secrets professionnels du Dr Apfelglück d'Alessandro Capone, Stéphane Clavier et Hervé Palud : Jacqueline Vidart
- 1992 : Ville à vendre de Jean-Pierre Mocky : Eva Montier
- 1992 : Les Amies de ma femme de Didier Van Cauwelaert : Marguerite
- 1993 : La Voisine du dessus d'André Grall (court-métrage)
- 1993 : L'Ombre du doute d'Aline Issermann : la maîtresse
- 1994 : Grosse Fatigue de Michel Blanc : elle-même
- 1994 : Le Monstre (Il mostro) de Roberto Benigni : Jolanda Taccone
- 1996 : Désiré de Bernard Murat : Henriette

#### Années 2000
- 2001 : Un crime au Paradis de Jean Becker : Mme Goutilleux, la pharmacienne
- 2004 : Madame Édouard de Nadine Monfils : Rose
- 2006 : Les Bronzés 3 de Patrice Leconte : Christiane Weissmuller
- 2008 : Agathe Cléry d'Étienne Chatiliez : Mimie Cléry

#### Années 2010
- 2010 : Pièce montée de Denys Granier-Deferre : la mère de Vincent
- 2012 : La Clinique de l'amour d'Artus de Penguern : Mlle Phillips
- 2012 : À votre bon cœur, mesdames de Jean-Pierre Mocky : Yvette
- 2012 : Paulette de Jérôme Enrico : Lucienne
- 2013 : Le Renard jaune de Jean-Pierre Mocky : Valérie
- 2014 : Les Vacances du petit Nicolas de Laurent Tirard : la grand-mère de Nicolas
- 2016 : Rouges étaient les lilas de Jean-Pierre Mocky : la psy

### Télévision

#### Téléfilms
- 1993 : Pepita de Dominique Baron : Plume
- 2016 : L'Île aux femmes d'Éric Duret : Anne
- 2016 : Le Zèbre de Frédéric Berthe : Élise Chassaigne

#### Séries télévisées
- 1988 : Palace
- 1989-1996 : Imogène : Imogène Ledantec
- 2002-2011 : Sœur Thérèse.com : Sœur Thérèse
- 2009 : Myster Mocky présente (épisode : Meurtre entre amies)
- 2013 : Hitchcock by Mocky (épisode : Derrière la porte close)
- 2015 : Scènes de ménages : Colette, la mère de Fabien (épisode Enfin en vacances à la mer)

### Doublage
- 1985 : Ouragan sur l'eau plate : le premier ministre (Maureen Lipman)
- 1990 : Allô maman, c'est encore moi : Julie (Roseanne Barr) (voix)
- 1998 : Casper et Wendy : Geri (Cathy Moriarty)
- 2006 : La Véritable Histoire du Petit Chaperon rouge : Grand-Mère Puckett (Glenn Close)

## Théâtre
- 1970 : Chocolat théâtre
- 1970 : Jarry sur la butte d'après les œuvres complètes d'Alfred Jarry, mise en scène Jean-Louis Barrault, Élysée-Montmartre
- 1971 : L'Assemblée des femmes d'Aristophane
- 1972 : Un pape à New-York de John Guare, mise en scène Michel Fagadau, théâtre de la Gaîté-Montparnasse
- 1974 : Et l'usure fait le reste de Jean Hugues, Théâtre Mouffetard
- 1976 : Les Amours d'une aubergine de Claire Brétécher et Serge Ganz, Le Splendid
- 1977 : Amours, coquillages et crustacés, du Splendid, Le Splendid
- 1979 : Commissaire Nicole Bouton de Dominique Lavanant, Martin Lamotte et Michel Blanc, mise en scène par Josiane Balasko, Café-théâtre La Cour des miracles
- 1983 : Commissaire Nicole Bouton de Dominique Lavanant, Martin Lamotte et Michel Blanc, mise en scène par Josiane Balasko, Comédie des Champs-Élysées
- 1987 : L'Excès contraire de Françoise Sagan, mise en scène Michel Blanc, Théâtre des Bouffes-Parisiens
- 1993 : Ma sœur est un chic type, de Dominique Lavanant et Pierre Palmade, mise en scène Roger Louret
- 1993 : Les Rustres de Carlo Goldoni, mise en scène Jérôme Savary, théâtre Mogador
- 1996 : Don Quichotte chez la duchesse, de Charles-Simon Favart, mise en scène Vincent Tavernier, Opéra-Comique
- 1996 : Temps variable en soirée d'Alan Ayckbourn, adaptation Michel Blanc, mise en scène Stéphane Meldegg, Théâtre de la Renaissance
- 1998 : Une douche écossaise de Philippe Collas, Éric Villedary, mise en scène Muriel Mayette, Théâtre des Bouffes-Parisiens
- 2001 : La Valse à Manhattan d'Ernest Thompson, adaptation Michel Blanc, mise en scène Jean-Luc Revol, Tournée

## Distinctions

### Distinctions
- César 1988 : César de la meilleure actrice dans un second rôle pour Agent trouble

### Nominations
- César 1980 : César de la meilleure actrice dans un second rôle pour Courage fuyons
- César 1986 : César de la meilleure actrice dans un second rôle pour Trois hommes et un couffin
- César 1989 : César de la meilleure actrice dans un second rôle pour Quelques jours avec moi

## Hommage en bande dessinée
En 2010 l'ouvrage Drôles de femmes aux éditions Dargaud écrit par la journaliste Julie Birmant et illustré par Catherine Meurisse s'intéresse à Dominique Lavanant, Anémone, Yolande Moreau, Sylvie Joly, Florence Cestac, Michèle Bernier, Claire Bretécher, Tsilla Chelton, Maria Pacôme et Amélie Nothomb. Selon le magazine Le Nouvel Observateur : « dix artistes féministes livrent spontanément des pans de leur carrière, leurs histoires de famille, mais aussi leurs doutes. Très bavard, très touffu, ce livre est vraiment une réussite, et un bel hommage à des femmes atypiques ». La « journaliste frappe avec un bouquet de fleurs à la porte de femmes drôles célèbres » pour en faire le portrait, et Catherine Meurisse, l'illustratrice, les rencontrera aussi, pour leurs représentations dessinées.